# Колібрі-німфа золотогорлий
Колі́брі-ні́мфа золотогорлий (Heliangelus mavors) — вид серпокрильцеподібних птахів родини колібрієвих (Trochilidae). Мешкає в Колумбії і Венесуелі.

## Опис

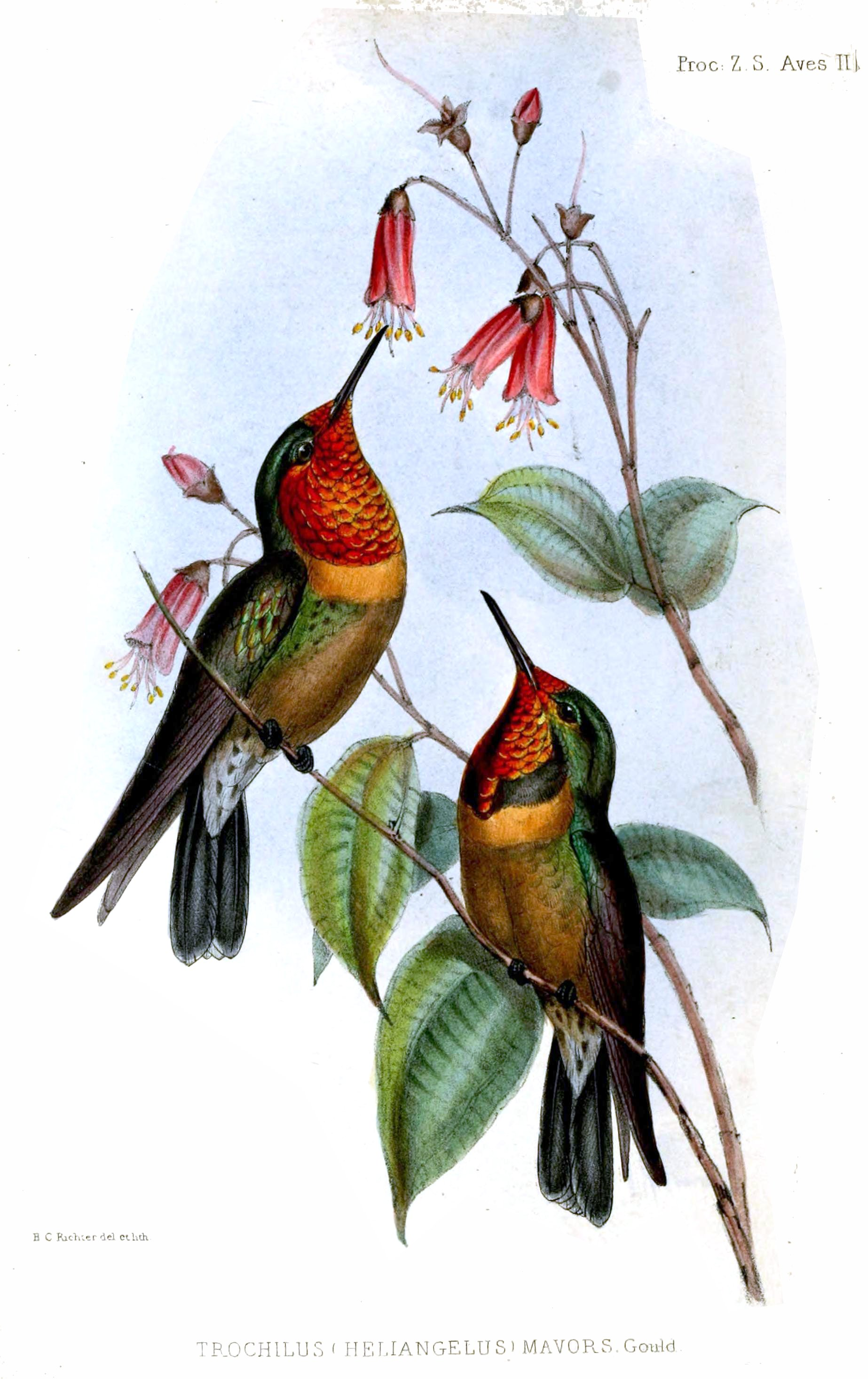
Золотогорлі колібрі-німфи

Довжина птаха становить 10-11, вага 3,9-4,4 г. У самців тім'я і верхня частина тіла зелені, блискучі, за очима невеликі білі плямки. Горло і верхня частина грудей мідно-оранжеві, над дзьобом невелика мідно-оранжева пляма. Голова і шия з боків чорні. Нижня частина грудей охриста, поцяткована золотисто-зеленими плямками, відділена від верхньої частини грудей широкою коричнювато-охристою смугою. Центральні стернові пера золотисто-зелені, крайні стернові пера темно-бронзові з блідими кінчиками. Дзьоб прямий, чорний, довжиною 15 мм. У самиць горло і верхня частина грудей охристі, поцяткована рудувато-коричневими плямками.

## Поширення і екологія
Золотогорлі колібрі-німфи мешкають в горах Східного хребта Колумбійських Анд і в горах Кордильєра-де-Мерида на заході Венесуели. Вони живуть на узліссях вологих гірських тропічних лісів, хмарних і карликових лісів, у високогірних чагарникових заростях та на високогірних луках парамо. Зустрічаються на висоті від 2000 до 3200 м над рівнем моря. Ведуть переважно осілий спосіб життя, однак під час негніздового періоду мігрують в нижню частину свого висотного ареалу.
Золотогорлі колібрі-німфи живляться нектаром квітів в підліску і нижньому ярусі лісу, а також комахами, яких ловлять в польоті. Під час живлення нектаром птахи чіпляються лапами за суцвіття. Сезон розмноження у них триває з грудня по березень.